# Ugo Mola
Ugo Mola (Sainte-Foy-la-Grande, 14 de mayo de 1973) es un entrenador y exjugador francés de rugby que se desempeñaba como fullback.

## Selección nacional
Fue convocado a Les Bleus por primera vez en marzo de 1997 para enfrentar al XV del Cardo y jugó su último partido en noviembre de 1999 contra los Wallabies. En total disputó 12 partidos y marcó 30 puntos, productos de seis tries.

### Participaciones en Copas del Mundo
Participó de la Copa Mundial de Gales 1999 donde resultó subcampeón. Mola fue suplente de su compañero de club Xavier Garbajosa, le marcó un hat–trick a los Welwitschias en la fase de grupos e ingresó en la final por Garbajosa.
| Mundial                       | Sede  | Resultado  | PJ | Tries |
| ----------------------------- | ----- | ---------- | -- | ----- |
| Copa Mundial de Rugby de 1999 | Gales | Subcampeón | 6  | 3     |

## Palmarés
- Campeón del Torneo de las Cinco Naciones 1997.
- Campeón de la Copa de Campeones de 1995–96.
- Campeón del European Shield de 2002–03.
- Campeón del Top 14 de 1993–94, 1994–95 y 1995–96.
- Campeón del Desafío Yves du Manoir de 1993 y 1995.